# Yetnebersh Nigussie

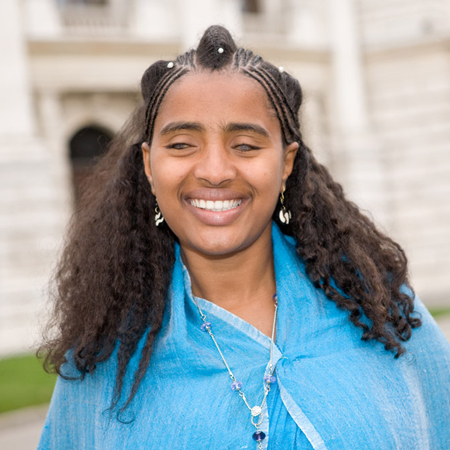
Yetnebersh Nigussie (2011)

Yetnebersh Nigussie (* 24. Januar 1982 in Amhara) ist eine äthiopische Rechtsanwältin und Menschenrechtsaktivistin. Sie engagiert sich für die Rechte von Menschen mit Behinderungen und deren Inklusion.

## Leben
Yetnebersh Nigussies Vater entstammte einer Familie von orthodoxen Priestern. Sie hat sieben Geschwister. Nigussie erblindete im Alter von fünf Jahren aufgrund einer Meningitis-Infektion. Eine Behandlung in einem Krankenhaus erhielt sie eigenen Angaben zufolge erst zwei Jahre später. Das verlorene Augenlicht bewahrte Nigussie vor einer früh geschlossenen Ehe.
Nigussie besuchte auf Rat ihrer Großmutter in Shashemene eine von katholischen Nonnen geführte Blindenschule. Hier wurden ihre Fähigkeiten gefördert und sie erkannte laut eigenen Angaben, dass Frauen in der afrikanischen Gesellschaft als sozial ungleich angesehen werden. Nigussie besuchte danach die Menelik II Senior Secondary School in der äthiopischen Hauptstadt Addis Abeba und studierte auch an der dortigen Universität Rechtswissenschaft. Dabei profitierte sie davon, dass in den 1960er- und 1970er-Jahren Amerikaner an ihrer Hochschule eine große Bücherei mit Büchern in Brailleschrift eingerichtet hatten. „Wir Blinden hatten daher kein Problem mit den ‚alten‘ Gesetzen. Unser Problem waren die neuen Gesetze, die nach dem Regierungswechsel in den 1990ern gekommen sind [...]. Wir haben sehende Menschen gebraucht, die uns die neuen Gesetze vorgelesen haben, die wir selbst in Braille transkribierten“, so Nigussie. Neben einem Bachelor-Grad in Rechtswissenschaft und einem Master-Grad in Sozialarbeit absolviert sie gegenwärtig ein weiteres Master-Studium im Fach Internationale Friedens- und Konfliktforschung an der Universität von Addis Abeba.
Nigussie konvertierte zum katholischen Glauben, dem in ihrem Heimatland eine Minderheit angehört.

## Werk
Bereits als Schülerin an ihrer Secondary School begann sich Nigussie zu engagieren und leitete die Schülervertretung. Als Studentin an der Universität von Addis Abeba war sie Mitbegründerin einer Anti-AIDS-Bewegung und gründete 2006 eine weibliche Studierendenvertretung, deren Leitung sie übernahm.
Nigussie engagierte sich für mehr als 20 äthiopische Organisationen, darunter das 2005 von ihr mitbegründete Ethiopian National Disability Action Network (ECDD), das sich in ihrem Heimatland für behinderte Menschen und Entwicklungsfragen einsetzt. Der ECDD gehörte sie von 2011 bis 2015 als Executive Director an.
Seit 2016 arbeitet sie als Inklusionsbeauftragte für die in Wien ansässige Nichtregierungsorganisation Light for the World.

## Auszeichnungen
- 2017: "Alternativer Nobelpreis" (Right Livelihood Award), für „ihre inspirierende Arbeit, die Rechte von Menschen mit Behinderungen zu stärken“[4]